# Bataille d'Alexandrie (1391)
Pour les articles homonymes, voir Bataille d'Alexandrie.
Guerres entre guelfes et gibelins
Batailles
1150 – 1200
- Vernavola (1154)
- Spolète (1155)
- Tortone (1155)
- Milan (1158)
- Siziano (1159)
- Crema (1159)
- Carcano (1160)
- Milan (1162)
- Prataporci (1167)
- Alexandrie (1174-1175)
- Legnano (1176)

1201 – 1250
- Calcinato (1201)
- Casei Gerola (1213)
- Cortenuova (1237)
- Brescia (1238)
- Faenza (1239)
- Giglio (1241)
- Viterbe (1243)
- Parme (1248)
- Fossalta (1249)
- Cingoli (1250)

1251 – 1300
- Bataille de Montebruno (1255)
- Cassano (1259)
- Montaperti (1260)
- Bénévent (1266)
- Tagliacozzo (1268)
- Colle (1269)
- Roccavione (1275)
- Desio (1277)
- Forlì (1282)
- Pieve al Toppo (1288)
- Campaldino (1289)

1301 – 1350
- Pavie (1302)
- La Lastra (1304)
- Milan (1311)
- Soncino (1312)
- Gaggiano (1313)
- Rho (1313)
- Ponte San Pietro (1313)
- Scrivia (1315)
- Montecatini (1315)
- Pavie (1315)
- Sestri (1318)
- Bardi (1321)
- Mirandola (1321)
- Gorgonzola (1323)
- Vaprio d'Adda (1324)
- Altopascio (1324)
- Zappolino (1325)
- San Felice (1332)
- San Quirico (1341)
- Gamenario (1345)

1351 – 1402
- Mirandola (1355)
- Casorate (1356)
- Solara (1356)
- Alexandrie (1391)
- Casalecchio (1402)

La Bataille d'Alexandrie, aussi appelée bataille de Castellazzo est une bataille survenue le 25 juillet 1391 à Alexandrie dans l'actuelle région du Piémont en Italie qui opposa les villes de Florence et de Milan. Elle s'inscrit dans le cadre plus général de la guerre entre guelfes et gibelins.

## Contexte historique
La bataille d'Alexandrie est l'une des batailles de guerre qui a éclatée en 1390 entre Gian Galeazzo Visconti et Florence. Les alliés du Visconti étaient les ennemis historiques de Florence : les Siennois, mais aussi Pérouse, les Gonzague, les Malatesta, Théodore II de Montferrat, et, au moins initialement, les Este, tandis que la position du comte de Savoie Amedeo VII était plus ambigüe, en effet, malgré les nombreuses offres florentines, il est resté neutre, bien que, pas très secrètement, il ait soutenu son cousin Gian Galeazzo. Se sont unis aux Florentins : Bologne, Astorgio Manfredi et Francesco II da Carrara, ce dernier désireux de reprendre Padoue, d'où il avait été chassé l'année précédente par le Visconti.
À l'automne 1390, le plan ambitieux des Florentins est mis en œuvre : à l'est, sous la direction de John Hawkwood, les forces conjointes de Florence et de ses alliés devaient se déplacer depuis Padoue (que Francesco Novello avait réussi à arracher à Gian Galeazzo) vers Vicence, Vérone et, plus à l'ouest, les autres domaines viscontéens, espérant qu'avec l'arrivée de l'armée des coalisés, les villes, opprimées par la lourde fiscalité viscontéenne, se rebelleraient contre leur seigneur et accueilleraient les ennemis du Visconti comme des « libérateurs ».
Mais les forces rassemblées par les Florentins et leurs alliés à Padoue n'étaient pas suffisantes pour ébranler le dominion de Gian Galeazzo Visconti, c'est pourquoi, les autorités florentines, après avoir dépensé de nombreuses florins dans une tentative d'engager le duc de Bavière, Stefan III, se sont tournées vers Jean III, comte d'Armagnac.
Alors que Gian Galeazzo Visconti demandait l'arbitrage à Charles VI de France, en conflit avec les Armagnacs, il augmenta néanmoins les garnisons et améliora les fortifications des villes qu'il possédait, en premier lieu Alexandrie, ville stratégique située aux confins occidentaux du duché, de plus Gian Galeazzo ordonna un recensement extraordinaire des hommes dans toutes les communautés de son domaine. Pour disposer de militaires efficaces, Gian Galeazzo Visconti dut vendre Serravalle Scrivia à Gênes pour un peu plus de 22 000 ducats.
Au mois de mai, sans pour autant conquérir aucune ville viscontéenne, l'armée des Florentins (dirigée par John Hawkwood) et de leurs alliés atteignit l'Adda, où, à Lodi, le condottiere viscontéen Jacopo dal Verme avait rassemblé une grande armée. Les deux camps maintinrent leur position jusqu'au 24 juin, lorsque, après avoir célébré avec une course de chevaux le patron de Florence (Saint Jean Baptiste), John Hawkwood décida de se retirer car ses forces manquaient de vivres et surtout parce que le contingent dirigé par le comte d'Armagnac n'était pas encore venu à son aide.
Le retrait des Florentins et de leurs alliés permit à Jacopo dal Verme de déplacer la majeure partie de l'armée viscontéenne à l'ouest, d'où viendrait l'armée dirigée par le comte d'Armagnac.
En juin, Jean III d'Armagnac rejoignit avec son armée Saluces, peu après il entra dans le Turin, puis dans Alexandrie et le Tortone où il dévasta les campagnes en laissant ses soldats libres de commettre des raids afin d'attirer l'attention de Gian Galeazzo Visconti.

## La bataille
Le déroulement du siège de Castellazzo et de la bataille sous les murs d'Alexandrie est détaillé dans les Annales d'Alexandrie de 1666 rédigées par Girolamo Ghilini.
À 13 heures le 30 juin 1391, Giovanni III d'Armagnac assiège Castellazzo, entourant complètement le bourg dont les fortifications viennent d'être renforcées, mais les assiégés se défendent courageusement. Après plusieurs jours, les assiégés lancent une sortie, attaquant soudainement les soldats d'Armagnac qui sont contraints de fuir désordonnément, permettant aux premiers de cerner un retranchement que les assiégeants ont fait construire juste à l'extérieur des murs pour abriter les capitaines de l'armée française de la chaleur estivale et des pluies. Le retranchement est incendié et quelques fantassins ennemis ainsi que 300 chevaux y périssent.
Le 25 juillet 1391, après avoir appris les mouvements des Milanais, Armagnac se dirige vers Alexandrie avec 1 500 cavaliers, laissant le reste de l'armée assiéger Castellazzo. Arrivé au Pont della Capalla, il fait descendre ses soldats et avance à pied jusqu'à une palissade devant la Porta Genovese. Jacopo dal Verme riposte immédiatement en attaquant Armagnac avec 500 soldats d'élite. Le combat dure plusieurs heures sans qu'aucune des deux parties ne parvienne à prendre le dessus sur l'autre. Selon Girolamo Ghilini, l'intervention de 1 500 hommes commandés par Andreino Trotti, sortant de la Porta Marengo, vient renforcer dal Verme, et une compagnie de cavaliers dirigée par Tomaso Ghilini charge les Français sur le flanc, enfonçant leurs rangs et atteignant le centre de leur formation.
Cependant, selon toutes les chroniques contemporaines et surtout comme rapporté à la fois dans les trois rapports de bataille écrits par Jacopo dal Verme à Gian Galeazzo Visconti, et dans les comptes rendus laissés par les ambassadeurs de Sienne présents ce jour-là, les événements se déroulent différemment de ce qu'a écrit Girolamo Ghilini au XVIIe siècle.
Jacopo dal Verme, avant d'engager le combat, envoie une patrouille de cavaliers en reconnaissance pour déterminer si les 1 500 cavaliers français en face de lui sont l'avant-garde de l'armée du comte d'Armagnac ou les seules unités déployées par le commandant français. Après que les éclaireurs lui ont informé qu'il n'y a pas d'autres formations ennemies derrière les 1 500 cavaliers français serrés autour du comte d'Armagnac, Jacopo dal Verme divise les réserves en trois corps : le premier, commandé par Broglia da Trino et Brandolino da Bagnocavallo, se dirige depuis Bergoglio, tandis qu'en même temps, Calcino Tornielli, depuis la porta Marengo, attaque les ennemis sur le flanc et, à l'intérieur des murs, d'autres unités sont rassemblées pour soutenir les hommes de dal Verme positionnés devant la Porta Genovese.
Après trois heures de combat, les hommes du comte d'Armagnac commencent à reculer, cherchant nerveusement leurs écuyers, qui gardent à une certaine distance du champ de bataille leurs précieuses montures. Mais l'espoir de pouvoir rapidement récupérer leurs chevaux s'avère vain : les hommes de Broglia et de Bardolino, avançant derrière les cavaliers transalpins, capturent à la fois leurs écuyers et leurs chevaux. Dès que les Français, constamment harcelés par les hommes de dal Verme, réalisent ce qui se passe, ils rompent leurs rangs et se lancent dans une fuite désespérée vers le campement. Les forces viscontiennes les poursuivent, tuant de nombreux ennemis et capturant le comte d'Armagnac, pris par les parents de Filippo da Pisa ainsi que 500 cavaliers. Probablement satisfait de la victoire obtenue, Jacopo dal Verme ne pousse pas ses hommes vers le camp ennemi, où se trouvent encore la plupart des forces d'Armagnac, et préfère rentrer en ville pour réorganiser son armée.
Armagnac meurt le lendemain probablement des suites de ses blessures de combat et est honorablement enterré dans l'église de S.Marco. Lors de la bataille, les ambassadeurs florentins Rinaldo Gianfigliazzi et Giovanni Rizzi sont capturés et envoyés par Jacopo Dal Verme avec quelques capitaines français à Gian Galeazzo Visconti. Ces prisonniers ont ensuite l'occasion de retrouver leur liberté moyennant le paiement d'une rançon généreuse.
Les morts dans les rangs de l'armée française sont enterrés dans une grande carrière appelée "Carniere" et dans des fosses creusées près du champ de bataille.
Lorsque les assiégeants de Castellazzo (environ 6 000 cavaliers français) apprennent la défaite, ils abandonnent leurs projets et se retirent à Nice. À ce moment-là, Jacopo dal Verme sort d'Alexandrie à la poursuite des cavaliers français et les attaque à l'aube entre Nizza Monferrato et Incisa. Nous ne savons pas à quel point le combat est sanglant, cependant, comme rapporté par les ambassadeurs de Sienne, l'armée viscontéenne bat à nouveau les Français et de nombreux cavaliers du comte d'Armagnac se rendent à Jacopo dal Verme.
Pour célébrer la victoire, trois jours de fête sont organisés dans tout l'État viscontéen. Jacopo Dal Verme, ayant remporté cette victoire le jour dédié à San Giacomo (25 juillet), achète quelques maisons à Alexandrie avec le butin de la bataille et les fait abattre pour construire l'église de San Giacomo "della Vittoria" à Alexandrie. Cette église, très remaniée, se trouve au bout de la rue du centre-ville appelée "Via San Giacomo della Vittoria". Tomaso Ghilini reçoit une grande reconnaissance de la part de Gian Galeazzo Visconti qui lui accorde l'exemption d'impôts, de nombreux privilèges et le nomme gouverneur de Bergame. Celui-ci lui reste toujours fidèle.

## Issue des combats et conséquences
Gian Galeazzo Visconti conclut la paix avec ses ennemis en 1392 et fut contraint de restituer Padoue à Francesco Novello da Carrara, mais il s'assura le contrôle de Bassano, Belluno et Feltre. Le 1er mai 1395, Gian Galeazzo obtint de Venceslas IV de Bohême le titre de duc de Milan, et l'année suivante, il reçut le titre de comte de Pavie.